# Хоросниця (зупинний пункт)
Хоро́сниця — пасажирський залізничний зупинний пункт Львівської дирекції Львівської залізниці на електрифікованій постійним струмом двоколійній лінії Львів — Мостиська II  між станціями Судова Вишня (9 км) та Мостиська I (10 км). Розташований в селі Хоросниця Яворівського району Львівської області.

## Пасажирське сполучення
На платформі Хоросниця зупиняються приміські електропоїзди сполученням Львів — Мостиська II.